# Referendum propositivi nella provincia autonoma di Bolzano del 2009
I referendum propositivi nella provincia autonoma di Bolzano del 2009 si sono tenuti il 25 ottobre e hanno avuto ad oggetto cinque distinte proposte di legge di iniziativa popolare: la prima sull'edilizia abitativa, la seconda sulle residenze di tempo libero, due sul potenziamento della democrazia diretta e l'ultima riguardante il finanziamento pubblico all'aeroporto di Bolzano.
Il risultato della consultazione, non avendo partecipato al voto almeno il 40% degli aventi diritto in nessuno dei cinque referendum, non è stato dichiarato valido. Il quorum è stato superato in 5 comunità comprensoriali (Alta Val d'Isarco, Salto-Sciliar, Valle Isarco, Val Pusteria e Val Venosta) e sfiorato in Oltradige-Bassa Atesina. A contribuire al fallito raggiungimento del quorum è stata l'affluenza bassa alle urne del gruppo linguistico italiano.

## Storia
La legge provinciale 18 novembre 2005, n. 11 ("Iniziativa popolare e referendum") approvata dal Consiglio della Provincia autonoma di Bolzano ha disciplinato per la prima volta lo strumento del referendum propositivo nella Provincia autonoma di Bolzano. Con la presente legge un comitato promotore poteva, in seguito alla raccolta di 13.000 firme, presentare un disegno di legge da essere sottoposto all'approvazione referendaria.
Nel corso del 2006 si sono creati tre comitati promotori per cinque leggi di iniziativa popolare con lo scopo di raccogliere il minimo di firme necessario per l'indizione del referendum. Le firme raccolte per i primi tre disegni di legge sottoposti a referendum sono state depositate il 22 agosto 2006, quelle per gli ultimi due il 20 dicembre 2006.
I primi tre quesiti sono stati promossi dall'Union für Südtirol raccogliendo 15.500 firme per ciascun quesito e hanno riguardato edilizia abitativa agevolata, disciplina delle residenze di tempo libero e democrazia diretta. Il quarto quesito è stato promosso dall'associazione "Iniziativa per più democrazia" raccogliendo 28.214 firme e la proposta era concorrente al terzo quesito poiché riguardava la stessa tematica. La quinta proposta di legge sottoposta a referendum è stata presentata dalla "Federazione Ambientalisti Alto Adige ODV" insieme ad altre associazioni e gruppi ambientalisti locali raccogliendo 25.810 firme e riguardava i finanziamenti pubblici provinciali all'aeroporto di Bolzano.
L'indizione dei referendum è stata posticipata dapprima per via della fine della legislatura provinciale e le conseguenti elezioni provinciali del 26 ottobre 2008. La data del 25 ottobre come giorno per il referendum è stata indetta il 24 agosto 2009 dal Presidente della Provincia Luis Durnwalder. Le cinque proposte di iniziativa popolare sottoposte alle votazioni sono state precedentemente ammesse in seguito ad un'esaminazione effettuata da due distinte commissioni per i procedimenti referendari.
Pochi giorni prima dell'indizione delle votazioni, il deputato della Südtiroler Volkspartei Karl Zeller aveva posto dubbi di legittimità al riguardo dei testi di legge sottoposti agli elettori. Successivamente il Presidente della Provincia ha incaricato a due esperti di diritto delle Università di Innsbruck e di Trento di esprimere un parere sulla costituzionalità dei cinque quesiti presentati il 13 ottobre. I due professori auditi Walter Obwexer e Roberto Toniatti hanno espresso perplessità sul piano della costituzionalità, sia per quel che riguarda la legislazione italiana che quella comunitaria. I promotori hanno sostenuto che la dichiarazione di ammissibilità dei quesiti referendari garantisce un parere legale e che il fine del governo provinciale fosse quello di confondere i cittadini per tenerli lontani dalle urne.
Ai sensi dell’articolo 15 della legge provinciale 18 novembre 2005, n. 11 per la validità del referendum era necessaria la partecipazione al voto del 40% degli elettori.

## I quesiti

### Primo quesito
- Colore scheda: bianca
- Titolo: Edilizia abitativa agevolata – Precedenza della popolazione locale

### Secondo quesito
- Colore scheda: lilla
- Titolo: Fermiamo la svendita del nostro territorio – Modifica della legge urbanistica provinciale – Disciplina delle residenze di tempo libero

### Terzo quesito
- Colore scheda: gialla
- Titolo: Proposta di legge provinciale: Il referendum propositivo, abrogativo, consultivo o confermativo, l’iniziativa popolare, referendum sulle grande opere

### Quarto quesito
- Colore scheda: azzurra
- Titolo: Disegno di legge provinciale sulla democrazia diretta – poteri di indirizzo, potere consultivo, poteri deliberativi

### Quinto quesito
- Colore scheda: albicocca
- Titolo: Legge Provinciale per la riduzione del traffico aereo

## Posizioni

### Posizioni di forze politiche presenti nel Consiglio provinciale
| Partito                 | 1° quesito      | 2° quesito      | 3° quesito      | 4° quesito      | 5° quesito      | Fonte  |
| ----------------------- | --------------- | --------------- | --------------- | --------------- | --------------- | ------ |
| Südtiroler Volkspartei  | No              | No              | No              | No              | Libertà di voto | [ 11 ] |
| Die Freiheitlichen      | Sì              | Sì              | No              | Sì              | Sì              | [ 12 ] |
| Il Popolo della Libertà | Sì              | No              | No              | No              | No              | [ 13 ] |
| Partito Democratico     | No              | No              | No              | Sì              | Libertà di voto | [ 14 ] |
| Verdi–Grüne–Vërc        | No              | No              | Astensione      | Sì              | Sì              | [ 15 ] |
| Süd-Tiroler Freiheit    | Libertà di voto | Libertà di voto | Libertà di voto | Sì              | Sì              | [ 13 ] |
| Union für Südtirol      | Sì              | Sì              | Sì              | Sì              | Sì              | [ 16 ] |
| Lega Nord               | Sì              | Libertà di voto | Libertà di voto | Libertà di voto | Libertà di voto | [ 17 ] |
| Unitalia                | Sì              | No              | No              | No              | No              | [ 13 ] |

### Posizioni di forze politiche presenti nel Parlamento italiano
| Partito           | 1° quesito      | 2° quesito      | 3° quesito      | 4° quesito      | 5° quesito      | Fonte  |
| ----------------- | --------------- | --------------- | --------------- | --------------- | --------------- | ------ |
| Italia dei Valori | No              | No              | No              | Sì              | Libertà di voto | [ 13 ] |
| Unione di Centro  | No o Astensione | No o Astensione | No o Astensione | No o Astensione | No o Astensione | [ 13 ] |

## Risultati
I seggi elettorali sono rimasti aperti dalle ore 6:00 alle 22:00 nella sola giornata di domenica 25 ottobre 2009.

### Affluenza alle urne
| Quesito    | Bolzano   | Bolzano   | Bolzano   |
| Quesito    | ore 11:00 | ore 17:00 | ore 22:00 |
| ---------- | --------- | --------- | --------- |
| 1° quesito | 8,8%      | 24,4%     | 37,9%     |
| 2° quesito | 8,8%      | 24,4%     | 37,9%     |
| 3° quesito | 8,8%      | 24,4%     | 37,8%     |
| 4° quesito | 8,8%      | 24,5%     | 38,1%     |
| 5° quesito | 8,9%      | 24,6%     | 38,2%     |

Affluenza media per comune e comunità comprensoriale.

Risultati del primo quesito per comune e comunità comprensoriale.

Risultati del secondo quesito per comune e comunità comprensoriale.

Risultati del terzo quesito per comune e comunità comprensoriale.

Risultati del quarto quesito per comune e comunità comprensoriale.

Risultati del quinto quesito per comune e comunità comprensoriale.

Fonte: Provincia autonoma di Bolzano

### Primo quesito
|                | Totali  | Percentuale | Percentuale           |
| -------------- | ------- | ----------- | --------------------- |
| Elettori       | 390.398 |             |                       |
| Votanti        | 148.051 | 37,9%       | (su 390.398 elettori) |
| Schede bianche | 7.317   | 4,9%        | (su 148.051 votanti)  |
| Schede nulle   | 823     | 0,6%        | (su 148.051 votanti)  |
| Voti validi    | 139.911 | 94,5%       | (su 148.051 votanti)  |

| Opzioni di voto | Voti    | %     | Quorum        |
| --------------- | ------- | ----- | ------------- |
| Sì              | 115.560 | 82,6% | NON RAGGIUNTO |
| No              | 24.351  | 17,4% |               |
| Totale          | 139.911 | 100%  |               |

Fonte: Provincia autonoma di Bolzano

### Secondo quesito
|                | Totali  | Percentuale | Percentuale           |
| -------------- | ------- | ----------- | --------------------- |
| Elettori       | 390.398 |             |                       |
| Votanti        | 147.886 | 37,9%       | (su 390.398 elettori) |
| Schede bianche | 9.276   | 6,3%        | (su 147.886 votanti)  |
| Schede nulle   | 915     | 0,6%        | (su 147.886 votanti)  |
| Voti validi    | 137.695 | 93,1%       | (su 147.886 votanti)  |

| Opzioni di voto | Voti    | %     | Quorum        |
| --------------- | ------- | ----- | ------------- |
| Sì              | 111.414 | 80,9% | NON RAGGIUNTO |
| No              | 26.281  | 19,1% |               |
| Totale          | 137.695 | 100%  |               |

Fonte: Provincia autonoma di Bolzano

### Terzo quesito
|                | Totali  | Percentuale | Percentuale           |
| -------------- | ------- | ----------- | --------------------- |
| Elettori       | 390.398 |             |                       |
| Votanti        | 147.696 | 37,8%       | (su 390.398 elettori) |
| Schede bianche | 11.958  | 8,1%        | (su 147.696 votanti)  |
| Schede nulle   | 1.036   | 0,7%        | (su 147.696 votanti)  |
| Voti validi    | 134.702 | 91,2%       | (su 147.696 votanti)  |

| Opzioni di voto | Voti    | %     | Quorum        |
| --------------- | ------- | ----- | ------------- |
| Sì              | 96.616  | 71,7% | NON RAGGIUNTO |
| No              | 38.086  | 28,3% |               |
| Totale          | 134.702 | 100%  |               |

Fonte: Provincia autonoma di Bolzano

### Quarto quesito
|                | Totali  | Percentuale | Percentuale           |
| -------------- | ------- | ----------- | --------------------- |
| Elettori       | 390.398 |             |                       |
| Votanti        | 148.815 | 38,1%       | (su 390.398 elettori) |
| Schede bianche | 9.843   | 6,6%        | (su 148.815 votanti)  |
| Schede nulle   | 828     | 0,6%        | (su 148.815 votanti)  |
| Voti validi    | 138.144 | 92,8%       | (su 148.815 votanti)  |

| Opzioni di voto | Voti    | %     | Quorum        |
| --------------- | ------- | ----- | ------------- |
| Sì              | 114.884 | 83,2% | NON RAGGIUNTO |
| No              | 23.260  | 16,8% |               |
| Totale          | 138.144 | 100%  |               |

Fonte: Provincia autonoma di Bolzano

### Quinto quesito
|                | Totali  | Percentuale | Percentuale           |
| -------------- | ------- | ----------- | --------------------- |
| Elettori       | 390.398 |             |                       |
| Votanti        | 149.262 | 38,2%       | (su 390.398 elettori) |
| Schede bianche | 8.014   | 5,4%        | (su 149.262 votanti)  |
| Schede nulle   | 835     | 0,5%        | (su 149.262 votanti)  |
| Voti validi    | 140.413 | 94,1%       | (su 149.262 votanti)  |

| Opzioni di voto | Voti    | %     | Quorum        |
| --------------- | ------- | ----- | ------------- |
| Sì              | 113.674 | 81,0% | NON RAGGIUNTO |
| No              | 26.739  | 19,0% |               |
| Totale          | 140.413 | 100%  |               |

Fonte: Provincia autonoma di Bolzano

## Conseguenze del voto
Dato il non raggiungimento del quorum necessario in nessuno dei quesiti nessun risultato dei cinque referendum è da ritenersi valido e su tutte le tematiche oggetto della consultazione è rimasta in vigore la normativa precedente.

### Comitati promotori e sostenitori
- (DE) Iniziative popolari dell'Union für Südtirol, su volksabstimmung.st. URL consultato il 20 ottobre 2009 (archiviato dall'url originale il 27 ottobre 2009).
- Iniziativa popolare di "Iniziativa per più democrazia", su referendumdemocraziadiretta.it. URL consultato il 18 giugno 2019 (archiviato dall'url originale il 3 agosto 2010).
- "Iniziativa per più democrazia", su dirdemdi.org.
- Iniziativa popolare del Dachverband, su umwelt.bz.it. URL consultato il 20 ottobre 2009 (archiviato dall'url originale il 13 ottobre 2009).
- Referendum provinciale 2009, su referendumbz2009.it. URL consultato il 18 giugno 2019 (archiviato dall'url originale il 12 gennaio 2010).